# Grundwassermodell
Grundwassermodelle sind konzeptionelle, analytische oder numerische Werkzeuge, welche die notwendigen Informationen für die quantitative und qualitative Bewirtschaftung eines Aquifers (Grundwasserleiters) zur Verfügung stellen.

## Allgemein
Ein Grundwassermodell ermöglicht die Simulation verschiedener Größen wie
- dem Strömungsfeld im ungesättigten oder gesättigten Bodenbereich,
- dem diffusiven, dispersiven und konvektiven Transport von gelösten Wasserinhaltsstoffen (Stofftransportmodell) sowie der
- Wärmeausbreitung.

## Mathematisches Modell
Ein mathematisches Grundwasserströmungsmodell besteht im Wesentlichen aus einer Kombination der Darcy-Gleichung mit einer Bilanzbeziehung, wie sie z. B. die Laplace-Gleichung darstellt.
Ein Stofftransportmodell baut auf dem berechneten Strömungsfeld auf und verwendet die Advektions-Dispersionsgleichung, eine Kombination des Dispersionsansatzes und einer Bilanzbeziehung, um die Ausbreitung der Wasserinhaltsstoffe zu berechnen.
Alternativ kann die Berechnung der Wärmeausbreitung auf dem Strömungsfeld mittels der Wärmeleitungsgleichung erfolgen.
Zwingend für den Einsatz eines Stofftransport- oder Wärmeausbreitungsmodells ist also immer die vorausgehende Berechnung des Strömungsfeldes.

## Numerisches Modell
Neben analytischen Lösungsansätzen wie dem Strömungsnetz, die meist von sehr einfachen (eindimensionalen oder zweidimensionalen) Modellvorstellungen mit einfachen geometrischen Randbedingungen und homogenen Verhältnissen im Modellgebiet ausgehen, existieren numerische Modelle zur Lösung der Gleichungen des mathematischen Modells.
Für praktische Anwendungen mit komplexen Randbedingungen sind mathematische Modelle nur approximativ lösbar, ermöglichen aber die Simulation heterogener und anisotroper, dreidimensionaler Systeme.
Die Lösung mit einem numerischen Modell erfolgt entweder mit sog. Eulerschen Ansätzen wie dem Finite-Differenzen-Verfahren, Finite-Volumen-Verfahren oder der Finite-Elemente-Methode oder durch Lagrangsche Ansätze wie dem Particle-Tracking und der Random-Walk-Methode.
Das Grundwassermodell berücksichtigt die geologischen und hydrogeologischen Kenntnisse über das Modellgebiet (Konzeptmodell oder Hydrogeologisches Modell) bzw. die Vorgaben eines Versuchsaufbaus. Bestandteil einer numerischen Grundwassermodellierung ist die Kalibrierung des Modells und die Durchführung einer Sensitivitätsanalyse.

## Kalibrierung
Die Kalibrierung stellt die Überprüfung des vom Modell berechneten Ergebnisses mit den vorgegebenen (in der Praxis: den im Feld gemessenen Grundwasserständen, Stoffkonzentrationen oder Temperaturen) Ergebnissen sowie die Anpassung der Modelleigenschaften zur Minimierung der Abweichungen dar. Die Differenz der gemessenen zu den berechneten Ergebnissen als auch die Grundwasserbilanz des Modells, die möglichst ausgeglichen sein soll, ist ein Maß für die Güte der Kalibrierung, die stationär, d. h. zeitunabhängig, oder instationär, d. h. zeitabhängig, erfolgen kann.

## Stochastische Analyse
Da die dem Modell zugrundeliegenden (hydro)geologischen Erkenntnisse (beispielsweise der hydraulische Durchlässigkeitsbeiwert) oft nicht eindeutig und vor allem nicht flächendeckend durch Feldversuche quantifiziert werden können, bietet es sich an, diese Parameter im Rahmen einer Sensitivitätsanalyse zu variieren und somit deren Einfluss auf das Modellergebnis abzuschätzen.

## Anwendung
Anhand des kalibrierten Grundwassermodells können gegebene Zustände und Modellvorstellungen unter Verwendung des kalibrierten Parametersatzes überprüft oder durch die Verwendung prognostizierter, auch zeitabhängiger Randbedingungen (beispielsweise der Grundwasserneubildung), zukünftige Entwicklungen sowie die Auswirkungen geplanter anthropogener Eingriffe simuliert werden, auch historische Zustände lassen sich damit rekonstruieren (z. B. bei der Suche nach Verschmutzungsquellen, Rückverfolgung der Migrationswege).